# 香山乡 (安康市)
香山乡是中国陕西省安康市汉滨区下辖的一个乡。2011年，陕西省人民政府调整全省乡镇，撤香山乡划归大同镇和流水镇。

## 行政区划
香山乡下辖以下行政区：
大道村、大岭村、大坡村、兴塘村、八里村、中沟村、三湾村、香山村